# 66939 Франшині
66939 Франшині (66939 Franscini) — астероїд головного поясу, відкритий 28 листопада 1999 року.
Тіссеранів параметр щодо Юпітера — 3,235.